# Hypotéza vodní opice
Hypotéza vodní opice (anglicky aquatic ape hypothesis, AAH) je alternativní vysvětlení některých rozdílů mezi člověkem a ostatními hominidy, které pracuje s myšlenkou, že společný předek dnešních lidí strávil část vývoje v částečně vodním prostředí. Poprvé byla hypotéza navržena v roce 1942 a rozšířena v roce 1960; jejím největším obhájcem je spisovatelka Elaine Morganová.
Hypotéza je kritizována pro nedostatek důkazů, několik teoretických problémů, a také proto, že mnoho pozorování, která ji mají podporovat, lze vysvětlit jinými způsoby.

## Vývoj
V roce 1942 německý patolog Max Westenhöfer navrhl hypotézu, podle které se lidé vyvíjeli v blízkosti vody, s tvrzením: „Teorie vodního života v brzkém období lidské historie je udržitelná teorie, kterou by mohly podpořit další důkazy.“
V roce 1930 mořský biolog Alister Hardy navrhl hypotézu, že předci lidí mohli žít ve vodě více, než se předpokládalo. Protože se bál kontroverze, kterou by hypotéza způsobila, počkal s jejím publikováním až do roku 1960, kdy ji v březnu vydal časopis New Scientist.
Myšlence se ve vědecké komunitě nedostalo velké pozornosti a většina paleoantropologů i v současnosti takové představy odmítá. V roce 1967 hypotézu popsal ve své knize The Naked Ape (česky doslova Nahá opice) britský zoolog Desmond Morris, který poprvé použil termín „vodní opice“. Spisovatelka Elaine Morganová knihu přečetla a od té doby se stala jedním z hlavních zastánců této hypotézy; během 40 let o ní napsala šest knih.
Obměněnou hypotézu brodivých lidoopů přináší například Carsten Niemitz.

## Hypotéza

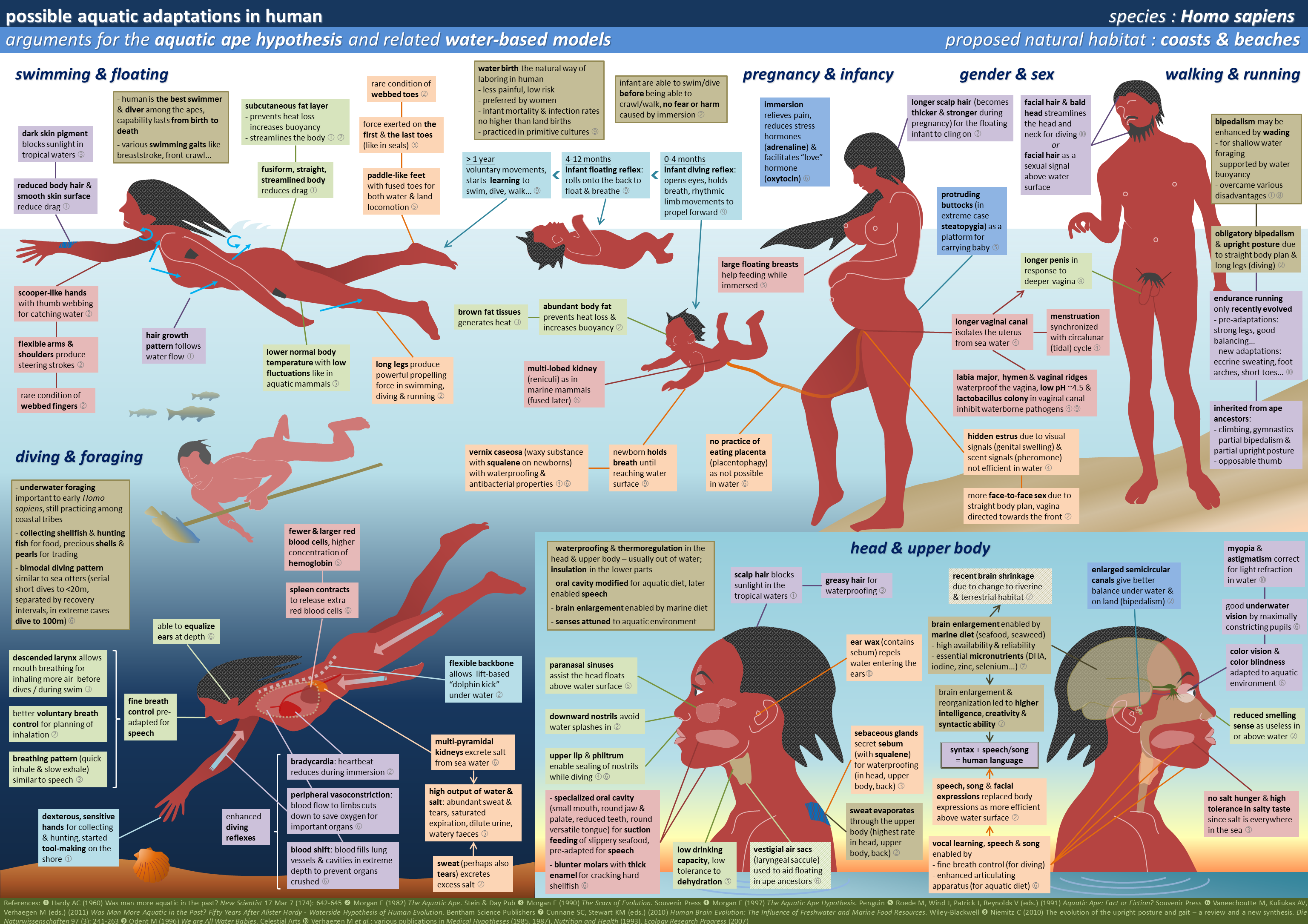
Aspekty, které mohly být ovlivněny pobytem ve vodě

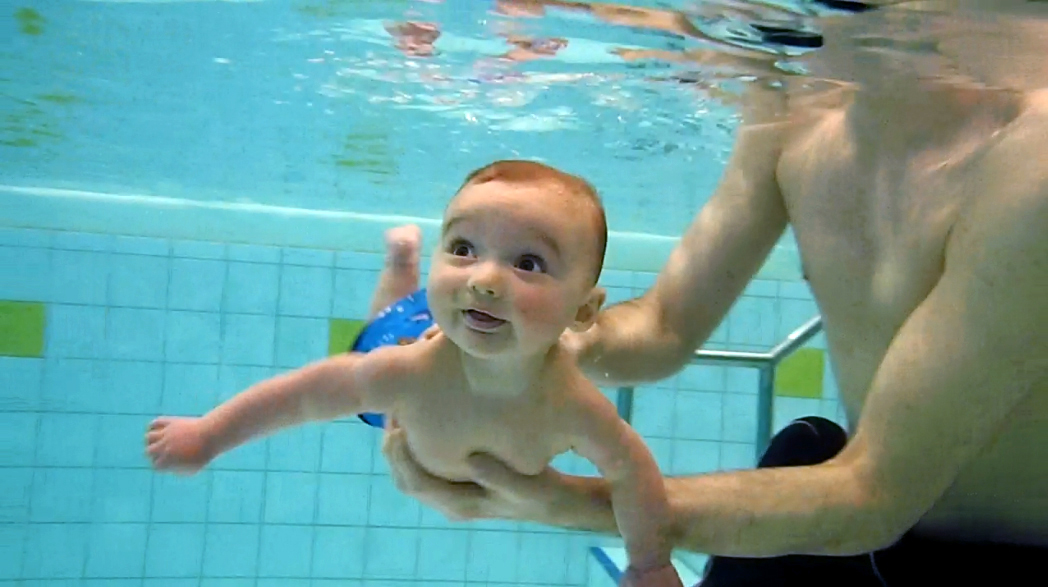

Sir Alister Hardy předpokládal, že stadium „vodní opice“ probíhalo v miocénu, zhruba v době mezi výskytem vyhynulých rodů Proconsul a Australopithecus (asi před 4–14 miliony let), což bylo v 60. letech 20. století velmi málo známé období. Jiní autoři kladou toto stadium až do pozdního pliocénu či brzkého pleistocénu před 2 miliony lety.
K přesunu do vody mohla vést příliš velká potravní konkurence na souši. Část tehdy žijících hominidů tak začala využívat mělké pobřežní vody, kde jako zdroj potravy sloužily ryby i bezobratlí. V teplém tropickém podnebí nebyl problém pobývat ve vodě delší dobu, takže se postupně vyvinuly četné adaptace, které umožnily hominidům pohybovat se dál od břehu, potápět se za potravou na dně a chytat ryby. Na břeh se přitom předkové lidí mohli vracet ke spánku a zřejmě zde trávili i poměrně velké množství času. Ve vodě bylo jednodušší zůstávat v klidu ve svislé poloze, čímž se usnadnilo nejen dýchání, ale také krmení. Tak došlo k přestavbám kostry, které na souši umožnily bipední chůzi.
Hypotéza vodní opice pobytem ve vodě vysvětluje mnohé specifické rysy moderního člověka. Mezi ně patří:
- bipedie (chůze po dvou) – mimo vodu způsobuje bolesti zad a opotřebení kloubů dolních končetin, zatímco voda při pohybu nadnáší a zátěž snižuje [9][10]
- ztráta srsti – lidé jsou oproti ostatním hominidům málo chlupatí, stejně jako nosorožci a sloni, kteří mají vodní předky[11] (u člověka zůstaly pouze vlasy, které mohly fungovat jako ochrana proti slunci); také směr růstu chlupů se od lidoopů liší, jakoby usnadňoval pohyb v proudu vody[2]
- tělní tuk – člověk (zejména malé děti) má proti lidoopům silnou vrstvu podkožního tuku stejně jako současní vodní savci, které chrání před ztrátou tepla místo chlupů[2]
- úpravy nosu – schovaný nos, svaly okolo nosního otvoru a philtrum brání vstupu vody do dýchacích cest[12]
- rozsáhlé pokrytí těla mazovými žlázami[13] a novorozenecký sýrový mázek[12]
- potřeba lidského mozku přijímat určité živiny jako jod[14] a některé esenciální mastné kyseliny,[15] které se vyskytují v mořském jídle[16]
- dobrá schopnost kontroly dechu, která umožňuje vytrvalé plavání a potápění, vyžadující zadržení dechu na delší dobu,[9][17]
- hydrodynamický tvar těla v porovnání s ostatními hominidy[12]
- potápěcí reflex, který se projevuje po ponoření hlavy do studené vody[18]
- schopnost plavat u novorozenců a dětí, které ještě neumí chodit[2]
- zbytkové blány mezi prsty[17]
- určité morfologické adaptace ledvin[19]

## Kritika

### Teoretické problémy

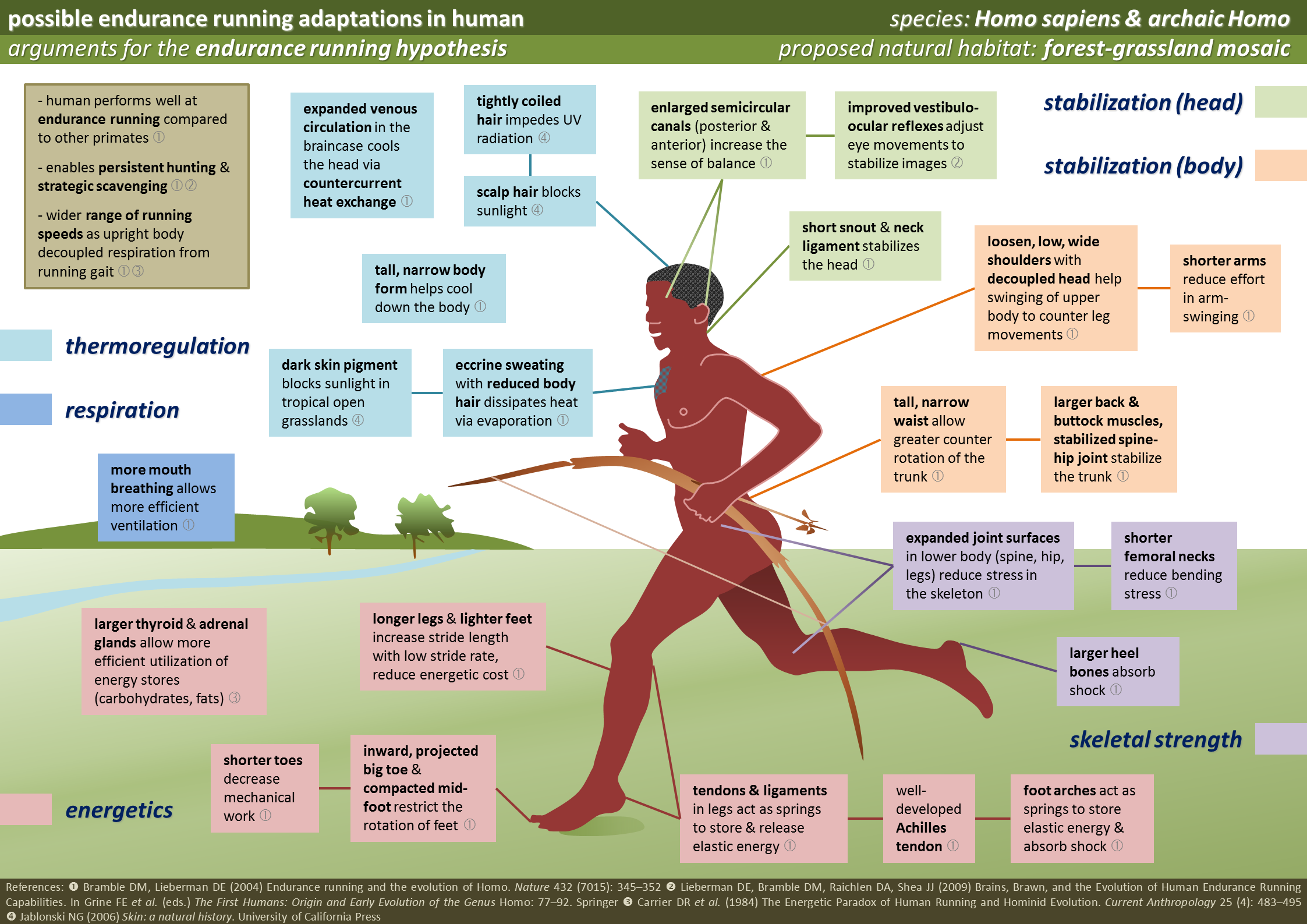
Aspekty, které mohou být adaptací k vytrvalostnímu běhu

Hypotéza je kritizována pro nedostatek fosilních záznamů pro podporu jejích tvrzení.
Britský paleontolog Henry Gee označil hypotézu za přijatelnou, ale netestovatelnou, protože většina evolučních adaptací popsaných Morganovou by nefosilizovala. Poznamenal, že u čistě vodních savců, jako jsou velryby, jsou adaptace na vodu pozorovatelné na kostře, lidé a lidské fosílie takové adaptace ovšem neukazují. Také prohlásil, že existuje mnoho jiných přijatelných hypotéz vysvětlujících jedinečné lidské znaky a že argumenty obhájců hypotézy se týkají vlivu minulých adaptací na současnou fyziologii, když přitom dnešní lidé nejsou nijak zvlášť přizpůsobeni životu u vody. Neexistují hmatatelné důkazy, jen důkazy kruhem. Greg Laden ze ScienceBlogs prohlásil, že vysvětlení pomocí hypotézy vodní opice jsou správná jen v některých případech, a to pouze náhodou.
Většinu konkrétních pozorování používaných jako důkazy této hypotézy lze vysvětlit i v rámci jiných hypotéz lidské evoluce, zejména adaptací člověka k vytrvalostnímu běhu. Navíc chybí doklady rozsáhlejších vodních ploch v oblastech s nálezy lidských předků, uspokojivě není vyřešen návrat k plně suchozemskému životu ani otázka nebezpečí, hrozícího ve vodě od krokodýlů, hrochů či hadů.

### Tvrzení týkající se anatomie a fyziologie
- Bipedie – nevýhody dvojnohé chůze jsou spíše tzv. evolučními jizvami, protože vývoj nikdy nevychází z nulového, dokonalého stavu, ale využívá starší, byť někdy nevýhodné znaky. Lidé začali chodit po dvou, protože jim to přinášelo určité, v současnosti ještě málo známé výhody (např. možnost lépe dosáhnout na potravu), ačkoliv se nejednalo o pohyb nejrychlejší nebo nejefektivnější. Bipední chůze a běh se navíc vyvíjely v několika fázích po dlouhou dobu, nejednalo se o jednorázovou záležitost a některé aspekty se projevily až u mladších zástupců rodu Homo. Ve vodě by se také jen obtížně vytvářely jemné mechanismy k udržení rovnováhy při chůzi na souši. [26]
- Ztráta srsti – většina vodních savců velikostí podobná člověku není bez chlupů, ale má hustou izolační srst a vrstvu tuku pod kůží.[27] Vodní savci mají také oproti lidem chlupy rovnoměrně rozložené.[3] Kůže bez chlupů je výhodou pouze u kompletně vodních savců, kteří se potápějí, rychle plavou a migrují na dlouhé vzdálenosti,[28] a vyskytuje se jen u velkých zvířat, která by se kvůli chlupům přehřála a která se jako vodní zvířata vyvíjela miliony let, tedy např. u velryb a delfínů. Méně chlupů ale zadržuje méně parazitů a může tak být preferováno pohlavním výběrem i při suchozemském životě.[29] Směr růstu chlupů neovlivňuje jen proudění vody při plavání, ale může usnadnit i stékání vody při vystavení těla dešti.
- Tělní tuk – rozložení podkožního tuku u lidí je bližší domácím zvířatům než vodním živočichům a je téměř stejné jako u ostatních primátů.[30]
- Úpravy nosu – tvar lidského nosu je u různých druhů rodu Homo různý; předpokládá se, že je adaptací na klimatické podmínky a slouží k oteplování a zvlhčování vzduchu před tím, než vstoupí do dýchacích cest, a ne k zabránění přístupu vody do dýchacích cest. Zároveň neexistují důkazy, že svaly okolo nosu (sloužící mimo jiné k vyjádření emocí) byly v historii více vyvinuté.[20]
- Strava – rozmanitá potrava, tvořená pevninskými zdroji obsahuje všechny potřebné mastné kyseliny,[31] byť mohou být hůře dostupné než v mořských zdrojích; ryby s „nejlepšími“ tuky se nenacházely na pobřežích, kde jsou nalézáni fosilní hominidé. Navíc potřeba lidského mozku přijímat tyto tuky je minimální a neexistují důkazy, že větší příjem tuků vyústil ve větší mozek. U lidí bez přístupu k mořským zdrojům potravy se také vyvíjejí mozky běžné velikosti.[20][32]
- Kontrola dechu – je pravděpodobné, že kontrola dechu u lidí se zlepšila spíše kvůli rozvoji řeči než kvůli evoluci ve vodním prostředí.[33] Řeč delfínů a dalších vodních druhů se k lidské řeči většinou nepřirovnává. Navíc některé druhy ptáků umějí vytvářet složité hlasové projevy, i když neprošli obdobím vodní adaptace.[20]
- Potápěcí reflex – vyskytuje se jak u pozemských, tak u vodních živočichů.[20]
- Plavání – dnešní lidé nejsou tvarem těla k plavání dobře uzpůsobeni a nejsou to dobří plavci.[34]